# وودفورد، ویسکانسین
وودفورد (به انگلیسی: Woodford) یک منطقهٔ مسکونی در ایالات متحده آمریکا است که در شهرستان لافایت، ویسکانسین واقع شده‌است. وودفورد ۶۹ نفر جمعیت دارد و ۲۴۲٫۰۱ متر بالاتر از سطح دریا واقع شده‌است.